# Overland Campaign
Batailles
Campagne terrestre
- Wilderness
- Spotsylavnia C.H.
- Yellow Tavern
- Meadow Bridge
- North Anna
- Wilson's Wharf
- Pamunkey
- Haw's Shop
- Totopotomoy Creek
- Old Church
- Cold Harbor
- James River
- Trevilian Station
- Saint Mary's Church

L'Overland campaign (campagne terrestre, en français), également connue sous le nom de Grant's Overland Campaign ou Wilderness Campaign, est une série de batailles en Virginie, de mai à juin 1864, au cours de la guerre de Sécession. Le lieutenant-général Ulysses S. Grant, général en chef de toutes les armées de l'Union, dirige les opérations de l'Armée du Potomac du major-général George G. Meade et d'autres forces contre l'Armée de Virginie du Nord du général confédéré Robert E. Lee. 
Cette campagne d'usure est coordonnée avec une offensive de Sigel dans la vallée de Shenandoah et une de Butler le long de la James. Bien que Grant subisse de terribles pertes et de multiples défaites tactiques au cours de cette campagne, elle est considérée comme une victoire stratégique de l'Union, qui poussa Lee à s'enfermer dans la ville assiégée de Petersburg. De plus, l'armée de Lee, en infériorité numérique, ne parviendra jamais à se remettre des pertes infligées durant la campagne.

## Stratégie
En mars 1864, Grant est rappelé du théâtre Ouest des opérations. Promu lieutenant-général, il reçoit le commandement de toutes les armées de l'Union. Il établit son état-major dans l'Armée du Potomac, mais George G. Meade en reste le commandant. Le major-général William Tecumseh Sherman conserve le commandement d'une grande partie des forces armées dans la partie occidentale du conflit.
Grant se prépare à mener une guerre d'usure où les forces de l'Union profiteraient de leur supériorité numérique sur l'armée de Lee. Dans cette optique, les pertes pour l'Union et la Confédération s'annoncent très élevées, mais l'Union compte sur ses capacités et ses ressources plus importantes la rendant apte au remplacement rapide des pertes humaines et en matériel, alors que la Confédération, déjà désavantagée, est contrainte d'utiliser ses forces avec parcimonie.
Malgré ces avantages, Grant fait face à des difficultés. Sa position d'attaquant en territoire ennemi le contraint à protéger ses bases et ses longues lignes de ravitaillement. Après les sévères pertes humaines à la bataille de Gettysburg l'année précédente, le Ier Corps et le IIIe Corps ont été dissous, et les survivants réaffectés dans d'autres corps, ce qui nuit à la cohésion de ses troupes et à leur moral. En outre, bon nombre de ses soldats approchent de la fin de leurs trois ans d'enrôlement, et ils sont naturellement réticents à participer à des attaques dangereuses. Pour faire face à ces défis, Grant complète ses forces en réaffectant dans des  régiments d'infanterie les soldats qui tenaient les batteries d'artillerie lourde autour de Washington, DC.

## Tactique
Grant élabore un plan d'opération qui repose sur des attaques coordonnées, afin de mettre une pression continue et en de multiples points sur le cœur du territoire de la Confédération. Grant, Meade, et Benjamin Butler affrontent Lee et son armée près de Richmond. Franz Sigel reçoit l'ordre de remonter la vallée de Shenandoah afin de détruire les sources de ravitaillement des armées sudistes qui s'y trouvent. Sherman reçoit pour objectif l'invasion de la Géorgie, de défaire Joseph E. Johnston et son armée et capturer Atlanta. George Crook et William W. Averell ont pour mission de se concentrer sur les lignes de ravitaillement sudistes par voie de chemin de fer en Virginie-Occidentale, et Nathaniel Banks de se saisir de la ville de Mobile en Alabama.
Les précédentes campagnes de l'Union en Virginie visaient à la conquête de la capitale confédérée, Richmond, mais Grant choisit cette fois pour objectif la destruction de l'armée de Lee. Grant ordonna ainsi à Meade : « Là où va Lee, tu iras aussi. »

## Forces en présence

### Troupes de l'Union

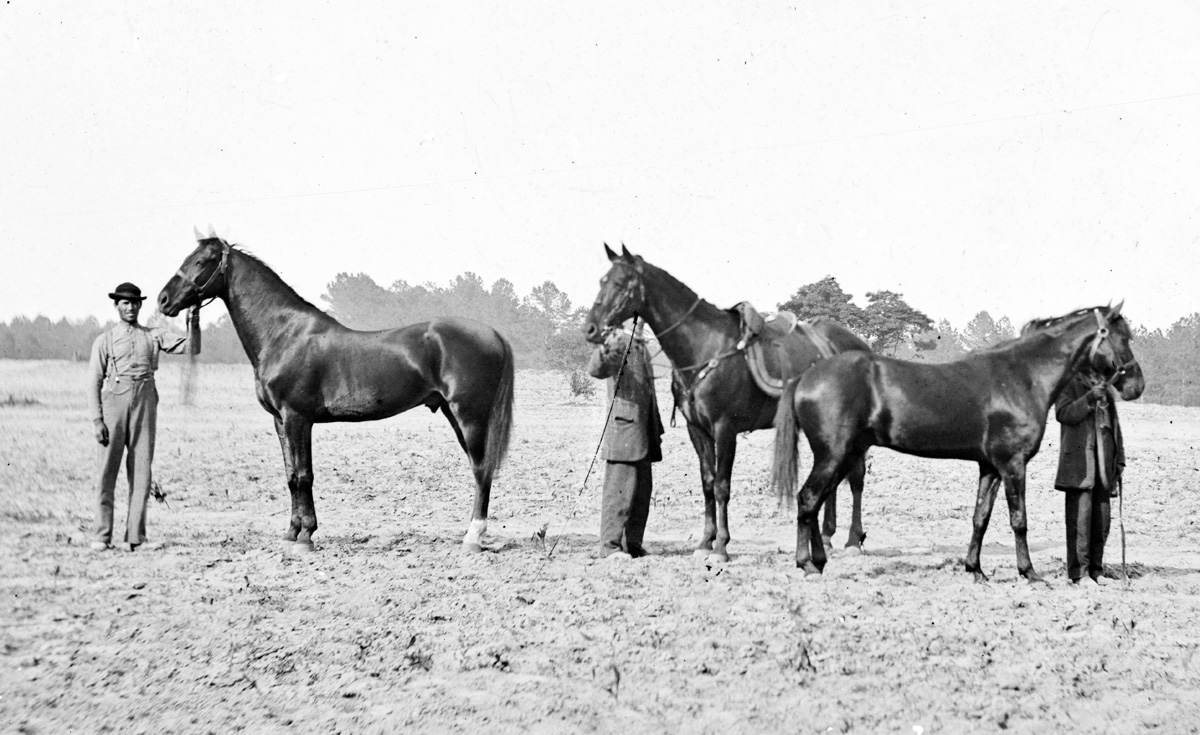
Photographie des trois chevaux de Grant durant l'Overland Campaign : Egypt, Cincinnati et Jeff Davis.

Au début de la campagne, les forces de l'Union de Grant totalisent 118 700 hommes et 316 canons. Elles étaient composée de l'Armée du Potomac commandée par le major-général George G. Meade, et du IXe Corps qui jusqu'au 24 mai fait formellement partie de Armée de l'Ohio, qui relève directement de Grant, et non de Meade. Les cinq corps composant les forces de l'Union sous les ordres de Grant sont :
- IIe Corps commandé par le major-général Winfield S. Hancock, comprenant les divisions du major-général David B. Birney et des brigadiers-généraux Francis C. Barlow, John Gibbon et Gershom Mott.
- Ve Corps commandé par le major-général Gouverneur K. Warren, comprenant les divisions des brigadiers-généraux Charles Griffin, John C. Robinson, Samuel W. Crawford et James S. Wadsworth.
- VIe Corps commandé par le major-général John Sedgwick, comprenant les divisions des brigadiers-généraux Horatio G. Wright, George W. Getty et James B. Ricketts.
- IXe Corps commandé par le major-général Ambrose Burnside, comprenant les divisions des brigadiers-généraux Thomas G. Stevenson, Robert B. Potter, Orlando B. Willcox et Edward Ferrero.
- Le Corps de Cavalerie commandé par le major-général Philip H. Sheridan, comprenant les divisions des brigadiers-généraux Alfred T.A. Torbert, David McM. Gregg et James H. Wilson.

### Troupes de la Confédération
L'Armée de Virginie du Nord de Lee totalise 64 000 hommes et 274 canons, organisés en 4 Corps :
- Premier Corps commandé par le lieutenant-général James Longstreet, comprenant les divisions du major-général Charles W. Field et du brigadier-général Joseph B. Kershaw.
- Deuxième Corps commandé par le lieutenant-général Richard S. Ewell, comprenant les divisions des majors-généraux Jubal A. Early, Edward "Allegheny" Johnson et Robert E. Rodes.
- Troisième Corps commandé par le lieutenant-général A.P. Hill, comprenant les divisions des majors-généraux Richard H. Anderson, Henry Heth et Cadmus M. Wilcox.
- Le Corps de Cavalerie du major-général J.E.B. Stuart, comprenant les divisions des majors-généraux Wade Hampton, Fitzhugh Lee et W.H.F. "Rooney" Lee.

## Opérations

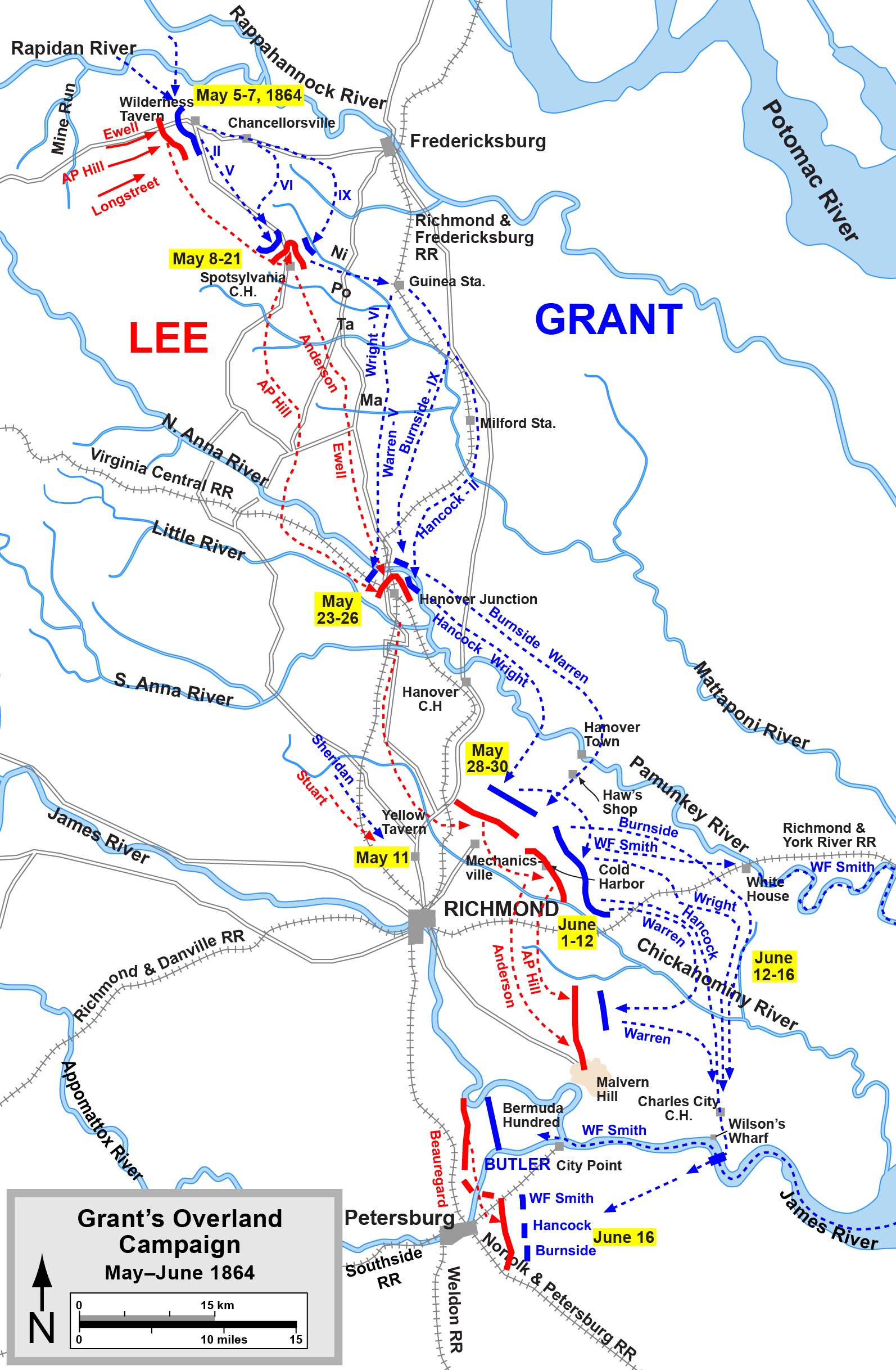
Overland Campaign, du Wilderness à la traversée de la James River.

La campagne Overland débute pour Grant par la traversée du fleuve de Rapidan le 4 mai 1864. Son objectif est de forcer Lee à la confrontation à l'extérieur de ses fortifications de Mine Run. Lee réagit rapidement, et surprend Grant en venant à sa rencontre bien plus rapidement qu'il ne l'escomptait. Ses forces n'ont pas eu le temps de nettoyer le Wilderness, une région à la nature sauvage, un enchevêtrement de broussailles, dans lequel une partie des affrontements de la bataille de Chancellorsville eurent lieu l'année précédente. Par cette action, Lee neutralise efficacement l'avantage que l'artillerie de Grant aurait pu apporter à ce dernier.